# Wie ein wilder Stier
Wie ein wilder Stier (Originaltitel: Raging Bull) ist ein hauptsächlich in Schwarz-Weiß gedrehtes US-amerikanisches Boxerdrama von Martin Scorsese aus dem Jahr 1980 über Aufstieg und Niedergang des Boxers Jake LaMotta.
Obwohl das Werk zum Zeitpunkt der Erstveröffentlichung wegen Sprache und Gewaltdarstellung auch kritisch kommentiert wurde, ist Wie ein wilder Stier heute als einer der besten bzw. wichtigsten Filme des amerikanischen Kinos anerkannt. So tauchte der Film nicht nur 1992 auf Platz zwei der Regisseur-Liste des Sight & Sound auf, sondern auch auf dem vierten Platz der 2007er Liste des American Film Institute. 1990 wurde er ins National Film Registry aufgenommen und wurde ferner von wichtigen Kritikern wie Roger Ebert als einer der besten Filme der 1980er Jahre und überhaupt bezeichnet.

## Handlung
„That’s entertainment“. Mit diesen Worten bereitet sich der ehemalige Boxer Jake LaMotta 1964 auf einen Auftritt als Entertainer vor.
1941: Jake LaMotta und sein Bruder Joey haben sich zum Ziel gesetzt, dass Jake Weltmeister im Mittelgewicht werden soll. Sie leben im rauen Stadtteil Bronx in New York.
Jake lernt durch Joey an einem Swimmingpool die minderjährige Vickie kennen und geht eine Beziehung mit ihr ein. Seine Ehe mit Irma ist zu diesem Zeitpunkt bereits zerrüttet. Nach endlosen Streitereien mit ihr lässt er sich schließlich von Irma scheiden und heiratet 1945 Vickie.
In der Bronx hat der örtliche Mafiaboss Tommy Como beträchtlichen Einfluss. Como kontrolliert auch die Boxkämpfe im Mittelgewicht, weshalb Joey Jake dazu drängt, mit der Mafia ein Zweckbündnis einzugehen: Jake macht bei dem Wettbetrug mit und bekommt den Kampf um den Weltmeistertitel, nachdem er im November 1947 weisungsgemäss den Kampf gegen Billy Fox verloren hat.
Am 15. Juni 1949 gewinnt er gegen Marcel Cerdan durch einen technischen K. o. und erringt dadurch den Weltmeistertitel im Mittelgewicht. Die Verteidigung des Titels fällt ihm jedoch schwer, da er sich in der Vorbereitungszeit gehen lässt und zunehmend Fett ansetzt. Jake entwickelt eine krankhafte und unbegründete Eifersucht betreffend Vickie und glaubt, sie betrüge ihn. Als diese ihm entnervt an den Kopf wirft, sie habe Verhältnisse mit seinem Bruder und der halben Nachbarschaft, fühlt sich Jake in seinem Misstrauen bestätigt. Er verprügelt Joey und schlägt Vickie nieder. Die Versöhnung mit seinem Bruder scheitert. Schließlich verliert er 1951 seinen Weltmeistertitel gegen Sugar Ray Robinson. In diesem Kampf nimmt er die Schläge des Gegners am Rande der Bewusstlosigkeit und ohne Deckung hin.
Nach dem Ende seiner Karriere als Boxer zieht Jake – mittlerweile schwer übergewichtig – nach Florida und wird Besitzer einer Bar, in der er auch als Conférencier mit schlüpfrigen Ansagen auftritt. Vickie lässt sich von ihm scheiden. Da Minderjährige in seiner Bar verkehren und er diese mit anderen Männern verkuppelt, landet Jake im Gefängnis. Der Tiefpunkt seines Lebens ist erreicht. Nach dem Verbüßen seiner Strafe versöhnt sich Jake mit seinem Bruder. Jake wird Entertainer – eine Art Stand-up-Comedian. Bei der Vorbereitung auf einen Auftritt rezitiert Jake die berühmte Rede Marlon Brandos aus der Taxi-Szene des Filmklassikers Die Faust im Nacken.

## Hintergrund
De Niro setzte sich selbst für die Entstehung des Films ein, da er von der Figur des Jake LaMotta fasziniert war. Gegen den anfänglichen Widerstand von Regisseur Martin Scorsese, der von sich selbst meinte, kein Sportfan zu sein und auch Boxen für langweilig hielt, setzte sich De Niro am Ende mit seiner Idee durch. Auch die Drehbucharbeiten gingen nicht ganz reibungslos vonstatten. So war es diesmal De Niro, dem die Mitarbeit von Mardik Martin nicht recht war. Erst als Paul Schrader hinzugezogen wurde, gingen die Arbeiten voran. Scorsese und De Niro verbrachten zweieinhalb Wochen auf der Insel Saint Martin, um das Drehbuch und den Inhalt des Films umfassend neu aufzubauen.
Für die Besetzung der Rollen wählte Scorsese teilweise Schauspieler aus, die damals noch wenig bekannt waren. Unter anderem wurde für die Rolle von LaMottas Bruder Joey Joe Pesci ausgewählt. Der damals ebenfalls noch unbekannte Schauspieler John Turturro hat im Film als Gast des Clubs Webster Hall einen Kurzauftritt.
Für die fachliche Beratung stand Jake LaMotta selbst zur Verfügung und begleitet das Boxtraining von De Niro. LaMotta bescheinigte De Niro einiges an Talent in Sachen Boxen.
Die Dreharbeiten für den Film begannen damit, dass Scorsese einige 8-mm-Farbaufnahmen drehte, in denen De Niro in einem Ring boxte. Dabei kam zutage, dass die Farbe der Handschuhe zu Jake LaMottas aktiven Zeiten nur Kastanienbraun oder sogar Schwarz gewesen waren. Scorsese beschloss, dies als einen der Gründe zu nutzen, den Film in Schwarzweiß zu drehen. Des Weiteren bestand Scorsese darauf die Kamera direkt im Boxring zu platzieren, um die passenden Effekte einzufangen. De Niro musste derweil sein Gewicht von 66 auf 97 kg bringen, um der Rolle gerecht zu werden.
Als musikalische Unterlegung des Vor- und Abspanns wurde das Intermezzo der italienischen Oper Cavalleria rusticana verwendet.
Paula Petrella, Erbin von Frank Petrello, dessen Werke angeblich Quellen für den Film waren, reichte 2009 eine Urheberrechtsverletzung ein. Im Jahr 2014 entschied der Oberste Gerichtshof zunächst gegen Metro-Goldwyn-Mayer und wurde später zurückverwiesen. MGM einigte sich 2015 mit Petrella.

## Historische Ungenauigkeiten
In der ersten Kampfszene Jake La Motta gegen Jimmy Reeves gewinnt Jimmy Reeves einstimmig. In Wahrheit endete der Kampf aber mit einer SD (Split Decision), sprich einer 2 zu 1 Wertung für Jimmy Reeves.

## Synchronisation
Die deutsche Synchronfassung entstand im Jahre 1980 nach Dialogbuch und Dialogregie von Ivar Combrinck.
| Rolle           | Schauspieler       | Dt. Synchronsprecher |
| --------------- | ------------------ | -------------------- |
| Jake LaMotta    | Robert De Niro     | Christian Brückner   |
| Joey La Motta   | Joe Pesci          | Hartmut Neugebauer   |
| Vickie La Motta | Cathy Moriarty     | Angelika Bender      |
| Salvy Batts     | Frank Vincent      | Herbert Weicker      |
| Tommy Como      | Nicholas Colasanto | Wolf Ackva           |
| Irma            | Lori Anne Flax     | Marion Hartmann      |
| Patsy           | Frank Adonis       | Leo Bardischewski    |
| Mario           | Mario Gallo        | Arnim André          |
| Guido           | Joseph Bono        | Thomas Rau           |
| Komiker         | Bernie Allen       | Erik Schumann        |

## Rezeption

### Kritik
Das Lexikon des internationalen Films schrieb: „Meisterhafte filmische Biografie des ehemaligen Boxweltmeisters im Mittelgewicht Jake La Motta. Regisseur Scorsese nimmt die zwischen 1941 und 1964 in Episoden verlaufende Geschichte zum Anlaß für die psychologische Studie eines selbstzerstörerischen und gewalttätigen Menschen, beschreibt dabei aber auch das soziale Umfeld, "Little Italy", das italienische Einwandererviertel von New York. Vor allem durch die kompromißlos harten Kampfszenen und die brillante Interpretation Robert de Niros erreicht der Film eine beklemmende Intensität.“
In der Zeit schrieb Hans-Christoph Blumenberg, der „düstere Film“ handele von einem „kaputten Macho“. Begleitet werde die „langsame Selbstzerstörung“ von „grandioser Schicksalsmusik“ und ungeschönten Milieustudien.
Katharina Stumm von Critic.de schrieb: „Wie ein wilder Stier zählt wohl zu Scorseses gründlichsten Ausarbeitungen einer Thematik, die ihn in vielen seiner Filme beschäftigt: bestimmte Formen von Maskulinität und damit assoziierte männliche Werte. Von all dem hat Jake La Motta auch eine eigene Vorstellung, und an dieser hält er verzweifelt fest, selbst als er von einem gefeierten Boxchampion zu einem fetten, eher relativ erfolgreichen Stand-Up Comedian degeneriert.“

### Anerkennung bei Kritikerumfragen
Bei einer Umfrage unter Filmkritikern wurde Wie ein wilder Stier zum besten Film der 80er-Jahre erklärt. Im November 2002 wurde der Film bei einer anderen Umfrage – dieses Mal ging es um den besten Film des letzten Vierteljahrhunderts – von 50 britischen Filmkritikern und -autoren auf den zweiten Platz gewählt; den ersten Platz errang Francis Ford Coppola mit seinem Vietnam-Kriegsfilm Apocalypse Now.
In den vom American Film Institute herausgegebenen Listen der 100 besten amerikanischen Filme aller Zeiten ist Wie ein wilder Stier beide Male vertreten: In der Ausgabe 1998 auf Position 24 und in der Ausgabe 2007 auf Platz 4. Im Jahr 2008 erschien eine vom American Film Institute herausgegebene Liste der Top 10 Sportfilme aller Zeiten. Der Film platzierte sich auf Platz 1. Des Weiteren erreichte er Platz 51 in der Liste der besten 100 Thriller aller Zeiten, die das American Film Institute ebenfalls zusammenstellte.

### Auszeichnungen
Der Film erhielt folgende Auszeichnungen und Nominierungen:
Oscars 1981
- Auszeichnung in der Kategorie Bester Hauptdarsteller an Robert De Niro
- Auszeichnung in der Kategorie Bester Schnitt an Thelma Schoonmaker
- Nominierung in der Kategorie Bester Film
- Nominierung in der Kategorie Beste Regie für Martin Scorsese
- Nominierung in der Kategorie Bester Nebendarsteller für Joe Pesci
- Nominierung in der Kategorie Beste Nebendarstellerin für Cathy Moriarty
- Nominierung in der Kategorie Beste Kamera für Michael Chapman
- Nominierung in der Kategorie Bester Ton für Donald O. Mitchell, Bill Nicholson, David J. Kimball, Les Lazarowitz

Golden Globe Awards 1981
- Golden Globe in der Kategorie Bester Hauptdarsteller – Drama an Robert De Niro
- Nominierung in der Kategorie Bester Film – Drama
- Nominierung in der Kategorie Beste Regie für Martin Scorsese
- Nominierung in der Kategorie Bester Nebendarsteller für Joe Pesci
- Nominierung in der Kategorie Beste Nebendarstellerin für Cathy Moriarty
- Nominierung in der Kategorie Beste Nachwuchsdarstellerin für Cathy Moriarty
- Nominierung in der Kategorie Bestes Drehbuch für Mardik Martin, Paul Schrader